# Greatest Hits (ABBA)
Greatest Hits è una compilation del gruppo svedese ABBA, pubblicato nel 1975 sotto etichette discografiche diverse a seconda del paese di distribuzione.

## Descrizione
L'uscita del disco nel mercato mondiale, dopo solo tre anni dalla formazione della band, è da intendersi come contromossa preventiva prima che altre case discografiche europee approfittassero della licenza per produrne una uguale prima. Fu seguita nel 1979 da Greatest Hits Vol. 2.
La copertina, che mostra i quattro componenti del gruppo in una sala di registrazione reinventata in chiave vegetale (alla Arcimboldo), disegnato dal grafico svedese Hans Arnold, non fu utilizzato in tutte le pubblicazioni dell'album nei vari paesi: nel Regno Unito, ad esempio, la scena presenta Benny Andersson e Anni-Frid Lyngstad che si baciano, Björn Ulvaeus che legge un giornale di medicina e Agnetha Fältskog che osserva a distanza.
L'album fu il primo di una lunga serie a piazzarsi al primo posto della classifica britannica.

## Tracce
Testi e musiche di Björn Ulvaeus e Benny Andersson eccetto dove indicato..
1. S.O.S. – 3:22 (Stig Anderson, Benny Andersson, Björn Ulvaeus)
2. He Is Your Brother – 3:17
3. Ring Ring* – 3:03 (Stig Anderson, Benny Andersson, Phil Cody, Neil Sedaka, Björn Ulvaeus)
4. Hasta Mañana – 3:09 (Stig Anderson, Benny Andersson, Björn Ulvaeus)
5. Nina, Pretty Ballerina – 2:52
6. Honey, Honey – 2:55 (Stig Anderson, Benny Andersson, Björn Ulvaeus)
7. So Long – 3:06
8. I Do, I Do, I Do, I Do, I Do – 3:15 (Stig Anderson, Benny Andersson, Björn Ulvaeus)
9. People Need Love – 2:43
10. Bang-a-Boomerang – 3:02 (Stig Anderson, Benny Andersson, Björn Ulvaeus)
11. Another Town, Another Train – 3:10
12. Mamma Mia – 3:32 (Stig Anderson, Benny Andersson, Björn Ulvaeus)
13. Dance (While the Music Still Goes On) – 3:12
14. Waterloo – 2:42 (Stig Anderson, Benny Andersson, Björn Ulvaeus)

(*): In alcuni Paesi al posto di Ring Ring è presente Fernando (non in Italia).
Nel 2006 in Italia è stata pubblicata una versione della raccolta contenente 15 tracce, cioè sia Ring Ring che Fernando.

## Classifiche
| Classifica (1976) | Posizione massima |
| ----------------- | ----------------- |
| Australia         | 1                 |
| Belgio (Fiandre)  | 2                 |
| Canada            | 6                 |
| Francia           | 9                 |
| Norvegia          | 1                 |
| Regno Unito       | 1                 |
| Stati Uniti       | 48                |
| Svezia            | 1                 |
| Svizzera          | 3                 |